# Línia evolutiva de Phanpy
Aquesta línia evolutiva de Pokémon inclou Phanpy i Donphan.

## Phanpy
Phanpy és una de les espècies que apareixen a la franquícia Pokémon, una sèrie de videojocs, anime, mangues, llibres, cartes col·leccionables i altres mitjans que va ser inventada per Satoshi Tajiri i ha generat milers de milions de dòlars en beneficis per a Nintendo i Game Freak. És de tipus terra i evoluciona a Donphan.

## Donphan
Donphan és una de les espècies que apareixen a la franquícia Pokémon, una sèrie de videojocs, anime, mangues, llibres, cartes col·leccionables i altres mitjans que va ser inventada per Satoshi Tajiri i ha generat milers de milions de dòlars en beneficis per a Nintendo i Game Freak. És de tipus terra i evoluciona de Phanpy en arribar al nivell 25.